# Romgaz
SNGN Romgaz SA er et rumænsk naturgasselskab med hovedkvarter i Mediaș. Virksomheden producerer ca. 40 % af Rumæniens naturgasforbrug.
Den rumænske stat ejer 70 % af af den børsnoterede virksomhed.
De har produktion i Târgu Mureș og Mediaș samt et gaslager i Ploieşti.